# Süe-lien Feng
Süe-lien Feng (čínsky pchin-jinem Xuělián fēng, znaky 雪莲峰, anglicky také Snow Lotus Peak nebo Xuelian Peak) je jednou z nejvyšších hor Ťan-šanu, pohoří ve Střední Asii. Leží v provincii Sin-ťiang v Číně asi 50 kilometrů severovýchodně od Džengiš Čokusu, nejvyšší hory Ťan-šanu. Hora má pět vrcholů, z nichž hlavní je severní vrchol s nadmořskou výškou 6627 metrů, jižní vrchol má nadmořskou výškou 6527 metrů.
Prvovýstup na horu uskutečnila japonská expedice v roce 1990.